# Ано Ставрос
Ано Ставрос (на гръцки: Άνω Σταυρός; в превод Горен кръст) е село в Егейска Македония, Гърция, дем Бешичко езеро (Волви) в област Централна Македония.

## Местоположение
Ано Ставрос е разположено над село Ставрос и представлява неговата стара част. Намира се в планината Сугляни.

## История

### Средновековие
Южно над Ано Ставрос в Сугляни е ранносредновековната крепост Палеокастро.

### В Османската империя
Най-старото споменаване на Ставрос е в контекста на преброяването на село Рендина в османското преброяване от 1568 година, където част от жителите на селото са регистрирани в областта Иставро, близо до Редина.
През XIX век и началото на XX век, Ставрос е малко селце, числящо се към Лъгадинската каза на Османската империя. Александър Синве („Les Grecs de l’Empire Ottoman. Etude Statistique et Ethnographique“) в 1878 година пише, че в Ставрос (Stavros) живеят 300 гърци. Според статистиката на Васил Кънчов („Македония. Етнография и статистика“) от 1900 година селото брои 100 жители, всички гърци християни.
Църквата „Свети Димитър“ е от XIX век.
По данни на секретаря на Българската екзархия Димитър Мишев („La Macédoine et sa Population Chrétienne“) в 1905 година в Ставрос (Stavros) има 200 жители гърци.
В 1906 година шефът на руските жандармерийски инструктори в Солунския санджак Николай Сурин посещава Ставрос и по-късно пише:
| „ | Жителите на крайбрежните села Ставрос, Враста и Аспровалта беха смели гръцки рибари, които почти целото време прекарваха в морето и се интересуваха много повече за барбуни, скариди и октоподи, отколкото за политически борби и интриги, които се развиваха на сушата. | “ |

### В Гърция
В 1912 година, по време на Балканската война, в Ставрос влизат гръцки части и след Междусъюзническата война в 1913 година остава в Гърция.
В 1932 година селото получава името Ано Ставрос, а новото бежанско селище под него, наричано дотогава Като Ставрос или Паралия Ставру, получава името Ставрос.
Жителите отглеждат маслини и цитруси и се занимават с туръзъм.
| Година    | 1913 | 1920 | 1928 | 1940 | 1951 | 1961 | 1971 | 1981 | 1991 | 2001 | 2011 | 2021 |
| --------- | ---- | ---- | ---- | ---- | ---- | ---- | ---- | ---- | ---- | ---- | ---- | ---- |
| Население | 202  | 397  | 246  | 375  | 448  | 392  | 335  | 505  | 860  | 350  | 1315 | 796  |

## Личности
Родени в Ано Ставрос
- Димитриос Гогос (Δημήτριος Γώγος), гръцки андартски деец, агент от трети ред, подпомага четата на Димитриос Космопулос между 1907 и 1908 година[9]
- Константинос Д. Дросос (1869 – 2 декември 1934, Ано Ставрос), гръцки революционер, участник в Гръцката въоръжена пропаганда в Македония и в Северноепирската борба